# Võ Nhai (xã)
Võ Nhai là một xã nằm ở phía đông của tỉnh Thái Nguyên, Việt Nam.

## Địa lý
Xã Võ Nhai có vị trí địa lý:
- Phía đông giáp tỉnh Lạng Sơn và xã Dân Tiến
- Phía tây giáp xã La Hiên
- Phía nam giáp xã Tràng Xá
- Phía bắc giáp xã Nghinh Tường và tỉnh Lạng Sơn

Xã Võ Nhai có diện tích 99,78 km², dân số năm 2025 là 17.509 người. Trên địa bàn xã Võ Nhai có quốc lộ 1B nối sang tỉnh Lạng Sơn và tỉnh lộ 242. Một phần lớn diện tích xã Võ Nhai nằm trên lưu vực sông Rong (hay sông Rang) thuộc lưu vực sông Thương.
Trên địa bàn xã có khu du lịch hang Phượng Hoàng - suối Mỏ Gà. Hang Phượng Hoàng gồm có ba cửa hang và b tầng hang động, tầng thượng là hang Dơi, tầng giữa là hang Sáng và tầng cuối là hang Tối. Hang Tối có các nhũ đá trong hang có nhiều hình thù kỳ lạ. Suối Mỏ Gà chảy ra từ hang đá, nước chảy quanh năm và mát lạnh. Chảy đến cửa hang, suối phân thành thác nước nhỏ.

## Lịch sử
Ngày 25 tháng 10 năm 1990, thành lập thị trấn Đình Cả trên cơ sở một phần diện tích và dân số của xã Phú Thượng.
Tháng 6 năm 2025, xã Võ Nhai được thành lập trên cơ sở nhập toàn bộ diện tích tự nhiên, quy mô dân số của thị trấn Đình Cả (diện tích tự nhiên là 10,53 km²; dân số là 4.171 người); xã Phú Thượng (diện tích tự nhiên là 55,63 km²; dân số là 5.559 người) và xã Lâu Thượng (diện tích tự nhiên là 33,62 km²; dân số là 7.779 người) của huyện Võ Nhai. Trụ sở làm việc của xã sử dụng một phần trụ sở của UBND huyện Võ Nhai cũ.

## Hành chính
Đến năm 2019, thị trấn Đình Cả được chia thành bảy tổ dân phố: Cổ Rồng, Làng Lường, Bãi Lai, Tiền Phong, Hùng Sơn, Thái Long, Đình Cả. Năm 2019, hai tổ dân phố Bãi Lai và Đình Cả được sáp nhập thành tổ dân phố 1. Năm 2021, hai tổ dân phố Hùng Sơn và Cổ Rồng được sáp nhập thành tổ dân phố 2.
Xã Lâu Thượng được chia thành 11 xóm: Đồng Chăn, Làng Chiềng, Làng Áng, Là Dương, Cây Hồng, La Mạ, La Hoá, Yên Ngựa, Làng Hang, Đất Đỏ, Trúc Mai.
Đến năm 2019, xã Phú Thượng được chia thành 11 xóm: Mỏ Gà, Phượng Hoàng, Đồng Mó, Nà Pheo, Na Phài, Nà Kháo, Suối Cạn, Cao Lầm, Làng Phật, Ba Nhất, Cao Biền. Năm 2019, hai xóm Đồng Mó và Nà Pheo được sáp nhập thành xóm Đồng Mới.